# Текамси (Небраска)
Текамси (енгл. Tecumseh) град је у америчкој савезној држави Небраска.

## Демографија
По попису из 2010. године број становника је 1.677, што је 39 (-2,3%) становника мање него 2000. године.
| Група             | 2000.         | 2010.         |
| Белци             | 1.466 (85,4%) | 1.331 (79,4%) |
| Афроамериканци    | 1 (0,1%)      | 7 (0,4%)      |
| Азијати           | 96 (5,6%)     | 54 (3,2%)     |
| Хиспаноамериканци | 112 (6,5%)    | 271 (16,2%)   |
| Укупно            | 1.716         | 1.677         |